# Бърложница
Бърложница е село в Западна България. То се намира в Община Сливница, Софийска област.

## География
Село Бърложница се намира в планински район със средна надморска височина 601 м.

## История
Името на селото се свързва със старобългарската дума „брълог“, означаваща скривалище, леговище на диво животно, но в местния говор има значение още на „кално, мръсно място“. Вероятно има връзка с пещерите и малките дупки над селото.
В съкратен регистър на Пиротския кадилък от 1530 година Бърложниче е отбелязано като село с 20 домакинства и 4 неженени жители.

## Културни и природни забележителности
В центъра на селото има паметна плоча на загиналите жители на селото в Илинденското въстание и във войните, в които участва България през първата половина на XX век.